# Harpa fulvomichaelensis
Harpa fulvomichaelensis là một loài ốc biển, là động vật thân mềm chân bụng sống ở biển trong họ Harpidae, họ ốc đàn.